# Торчиця

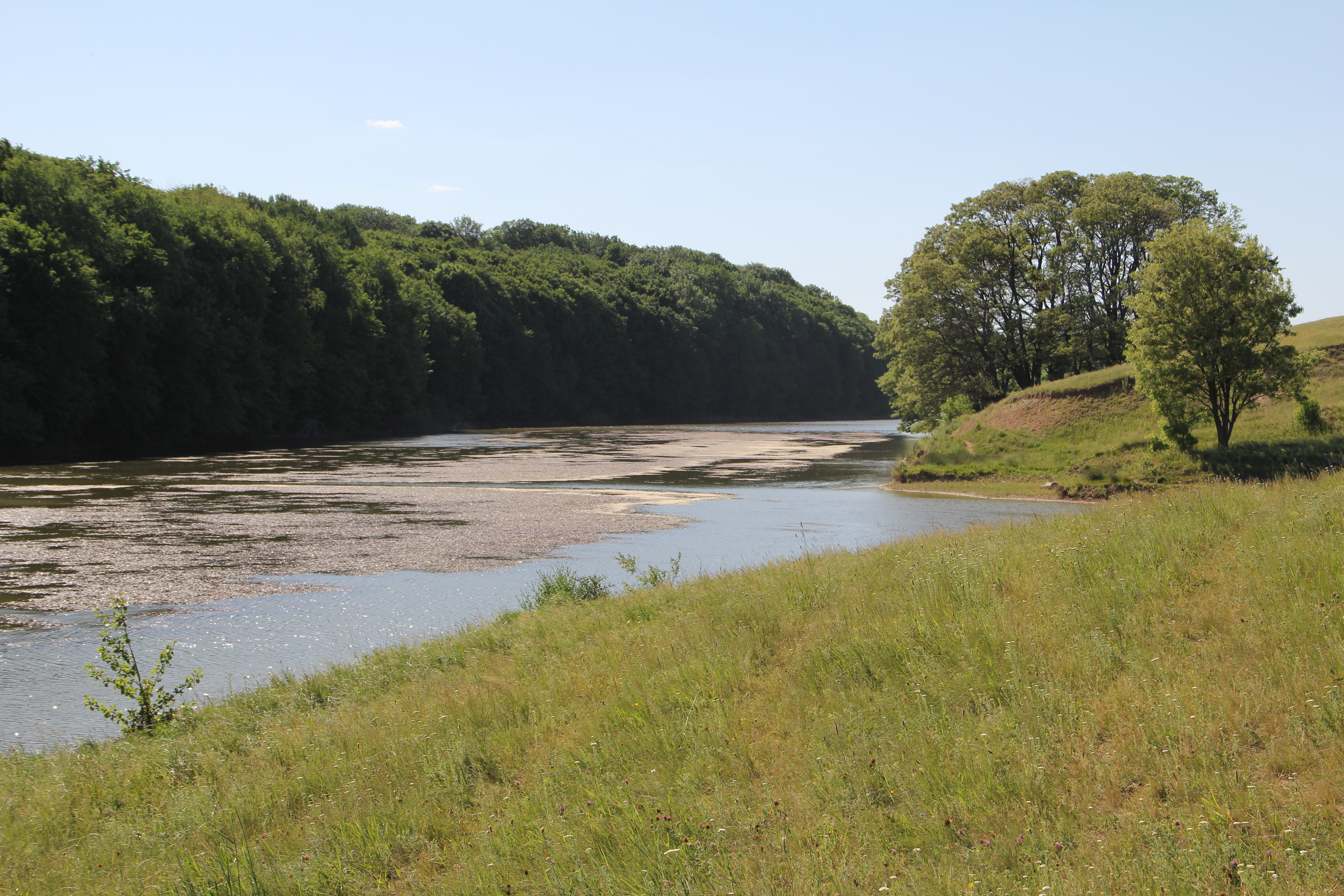
Торчиця

Торчи́ця — село в Україні, в Ставищенській селищній громаді Білоцерківського району Київської області. Розташоване на обох берегах річки Торц (притока Росі) за 21 км на північний захід від селища Ставище. Населення становить 765 осіб.

## Назва
Назва села походить від тюркомовних племен торків, які в 11 — 13 століттях захищали південні рубежі Київської Русі.

## Історія
Про давнє історичне минуле села Торчиці є дуже багато легенд, переказів, які значною мірою підтверджуються історичними даними, зокрема літописами. Вважають, що на місці теперішнього села Торчиця існувало стародавнє місто Торч або Торчеськ — столиця племен торків. Залишки міста видно за 2 валами над річкою за 100 сажнів довжини. Торчеськ часто згадують у літописах до татарського нашестя. Торчевськ згадує письменник Семен Скляренко у творі «Володимир» (Київ, 1962, стор. 323), що відноситься до подій 980—986 р.р. Також є згадка 1093 року, коли половці, внаслідок, тяжкої та довгої облоги взяли й знищили його. В хрестоматії по історії СРСР частина перша згадується, що в 1098 році місто Торчевськ було частково зруйновано і спустошено половцями, але продовжував існувати і згадуватися в літописах до монголо-татарської навали.
Наступні згадки датуються другою половиною XII в., де вказується, що це одне з найбільших міст на Пороссі. Наприкінці XII ст. Торчеськ став одним із удільних володінь київських князів, в Торчеську утверджується княжий стіл і розміщується руський гарнізон. Торчеськ часто фіґурує як княжа волость, тут перебував в неволі у князя Мстислава угорський королевич Коломан.
Монголо-татари зруйнували Торчевськ. Після цього згадок про місто Торчевськ не збереглося, а очевидно, що він був у певній мірі відновлений у період Польсько-Литовського панування, тому що в центрі села на високому березі над річкою і досі видно сліди стародавніх земляних валів. За земляними валами є залишки стародавніх мурів (фундамент) та підземні ходи — печери.
В «Сказания о населённых местностях Киевской губернии» Л. Похилевича (1864) Торчиця описується як село з населенням 1061 жителів, землі 2530 десятин. До 1813 року Торчиця називалася містечком. Після руїн вона належала до Володарського майна князів Вишневецьких. Близько 1750 року володів вже Машкевич, потім Валевський, а нині належить Цецилії Войцехівні, графині Понінській (латин. испов. Ей принадлежитъ также деревня Степокъ. Живетъ Ровенскаго уезда въ м. Любаръ, где имеет большое именіе).
Церква Миколаївська дерев'яна, 5-го класу; має землі 45 десятин; побудована, як зазначається в візиті Тетіївського деканату за 1741 рік, в 1738 році на місці старої. До церкви були приписані 70 дворів у Торчиці, 10 в селі Василиха і 10 в Скибинцях на Таргані.

## Відомі люди
- Короленко Лука Ваніфатійович — український радянський партійний діяч.
- Ремінний Олег Володимирович (1985—2019) — старший солдат Збройних сил України, учасник російсько-української війни.

## Галерея

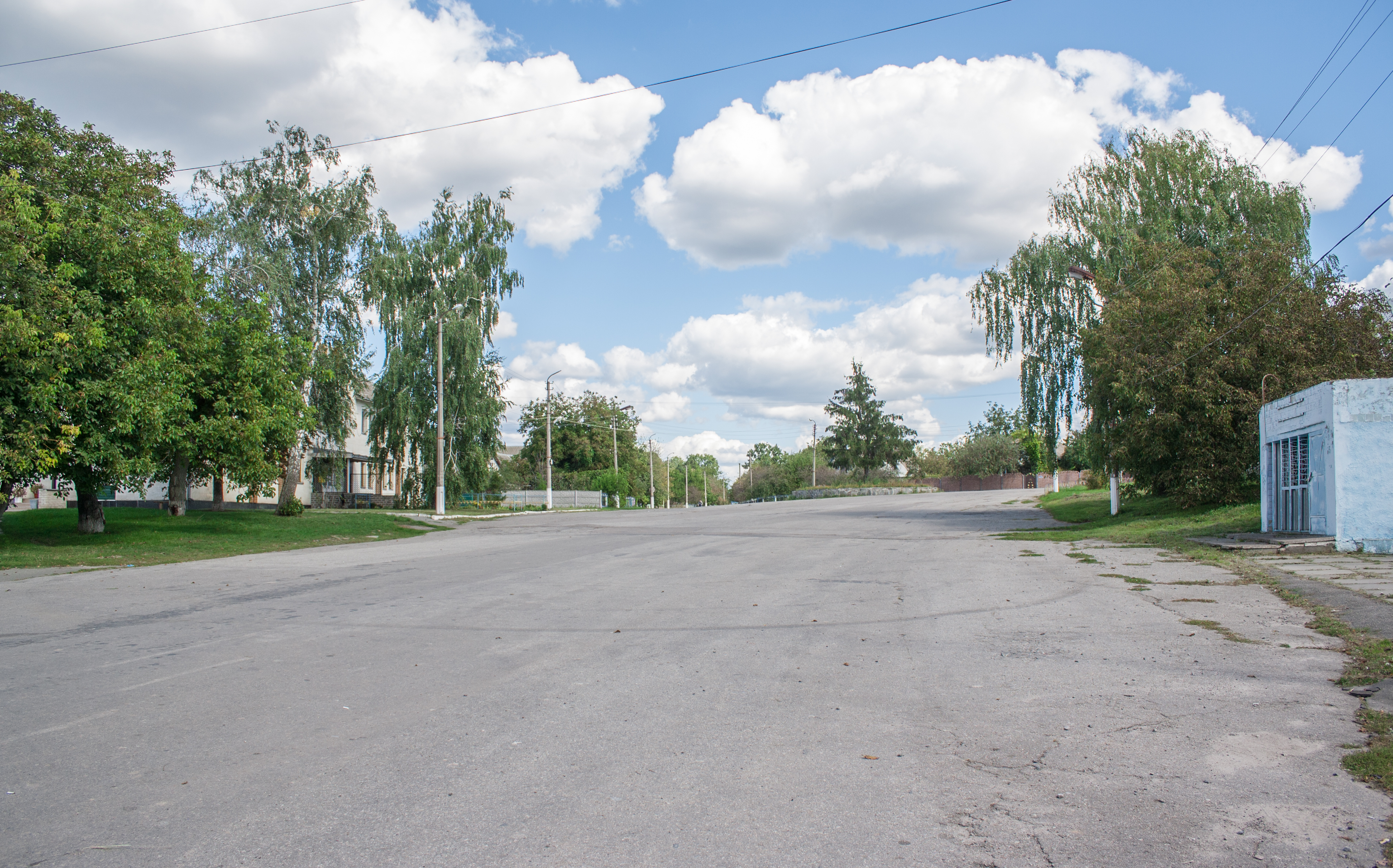
Центр села
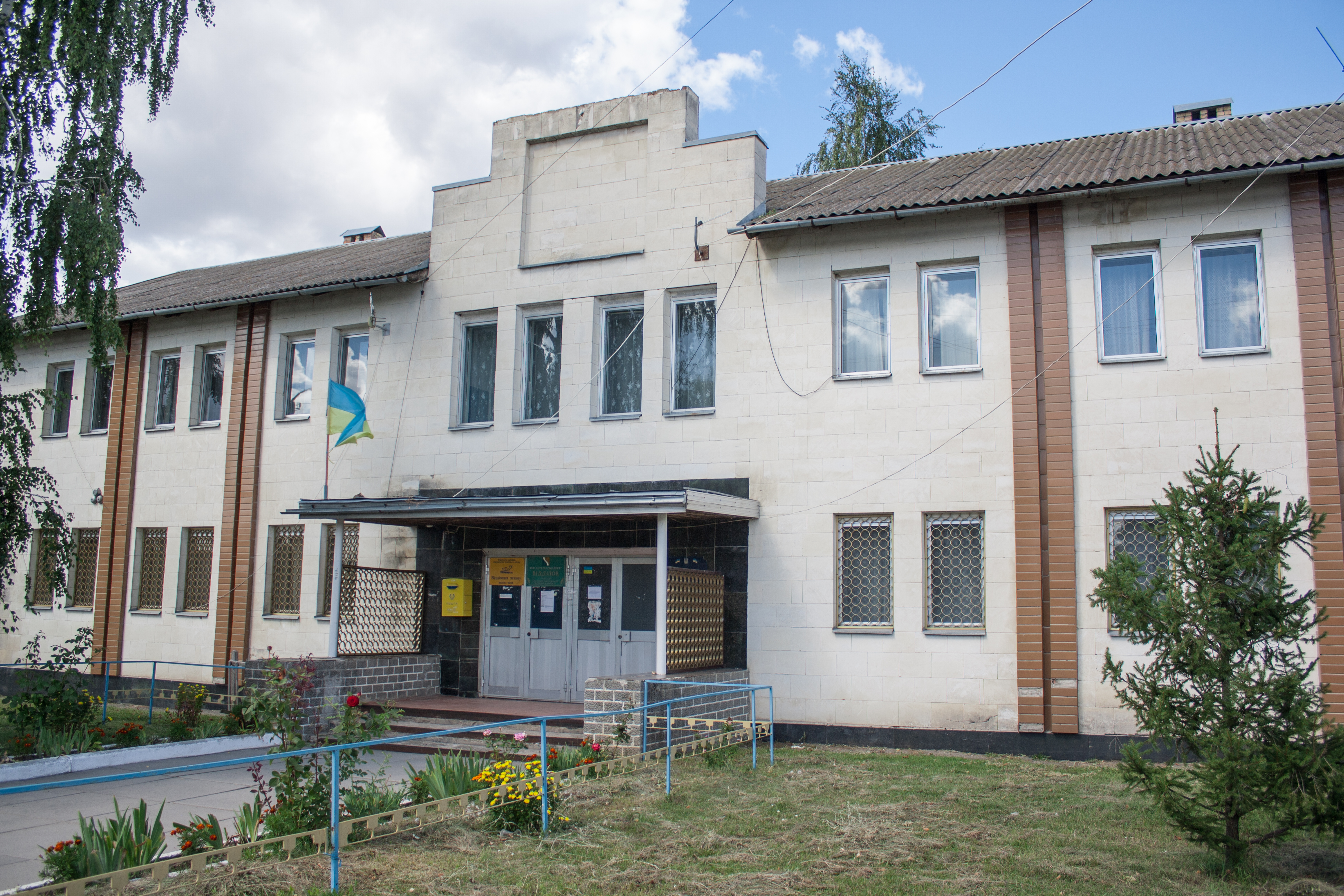
Сільська рада
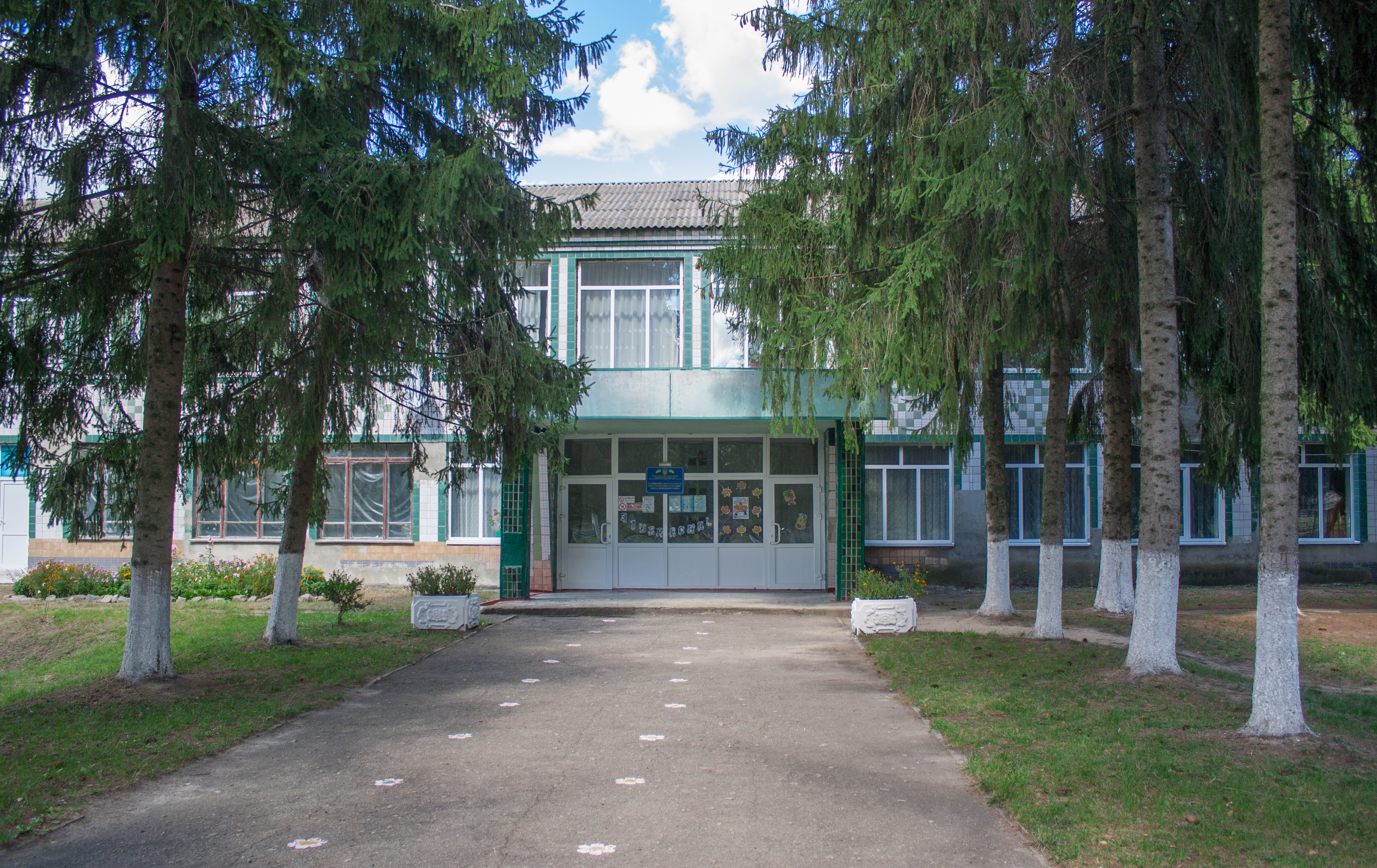
Школа
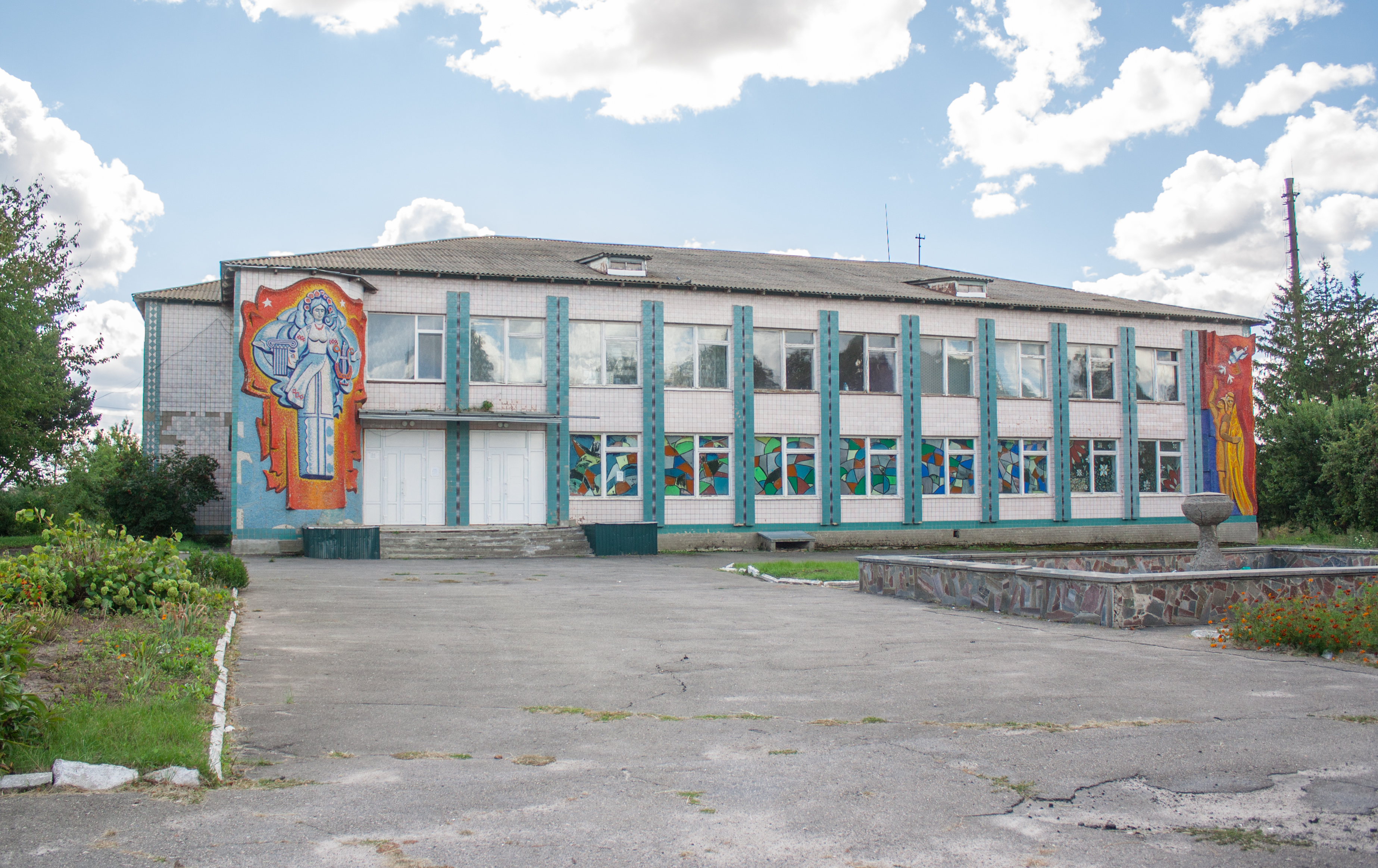
Будинок культури
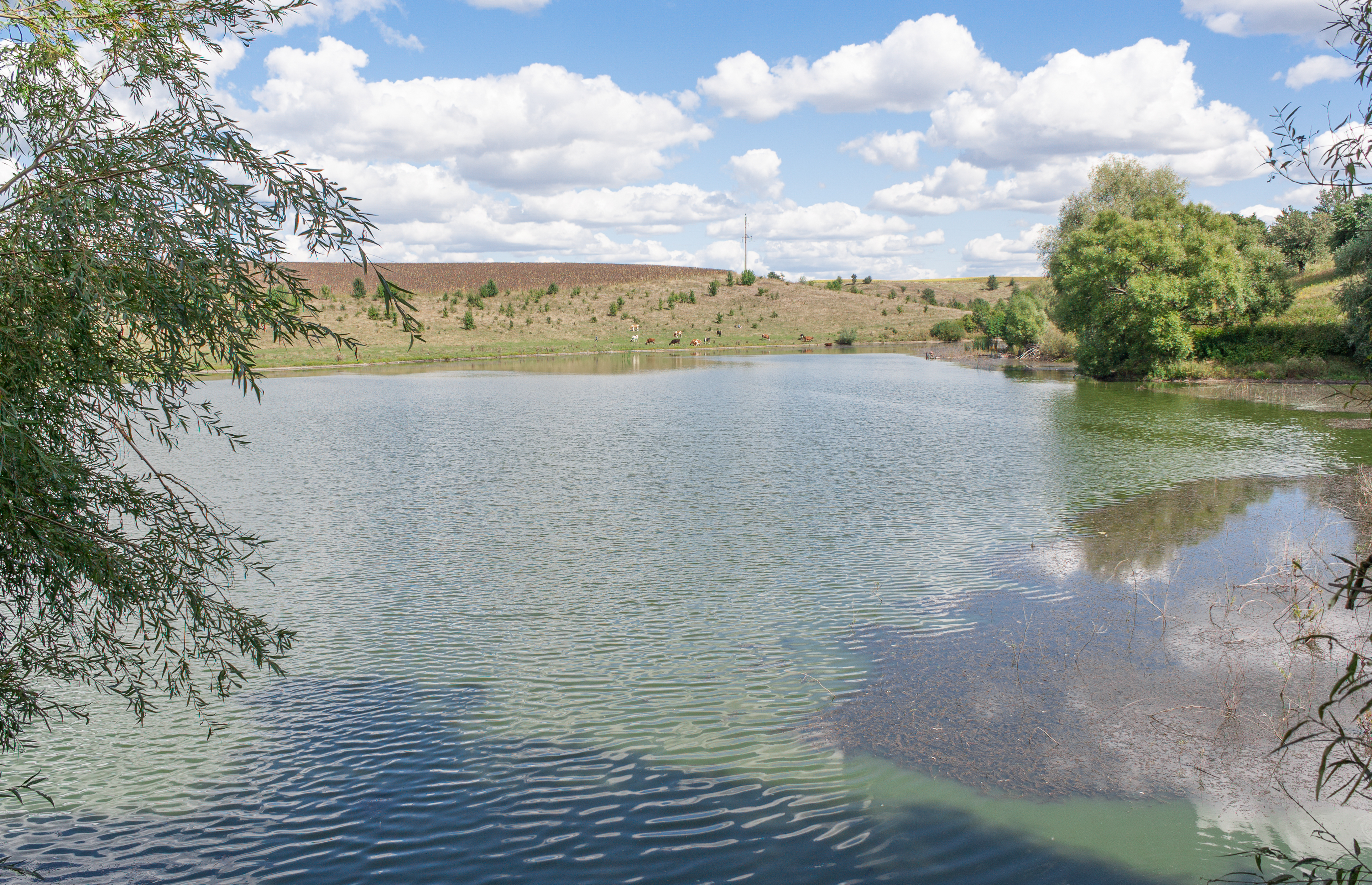
Ставок
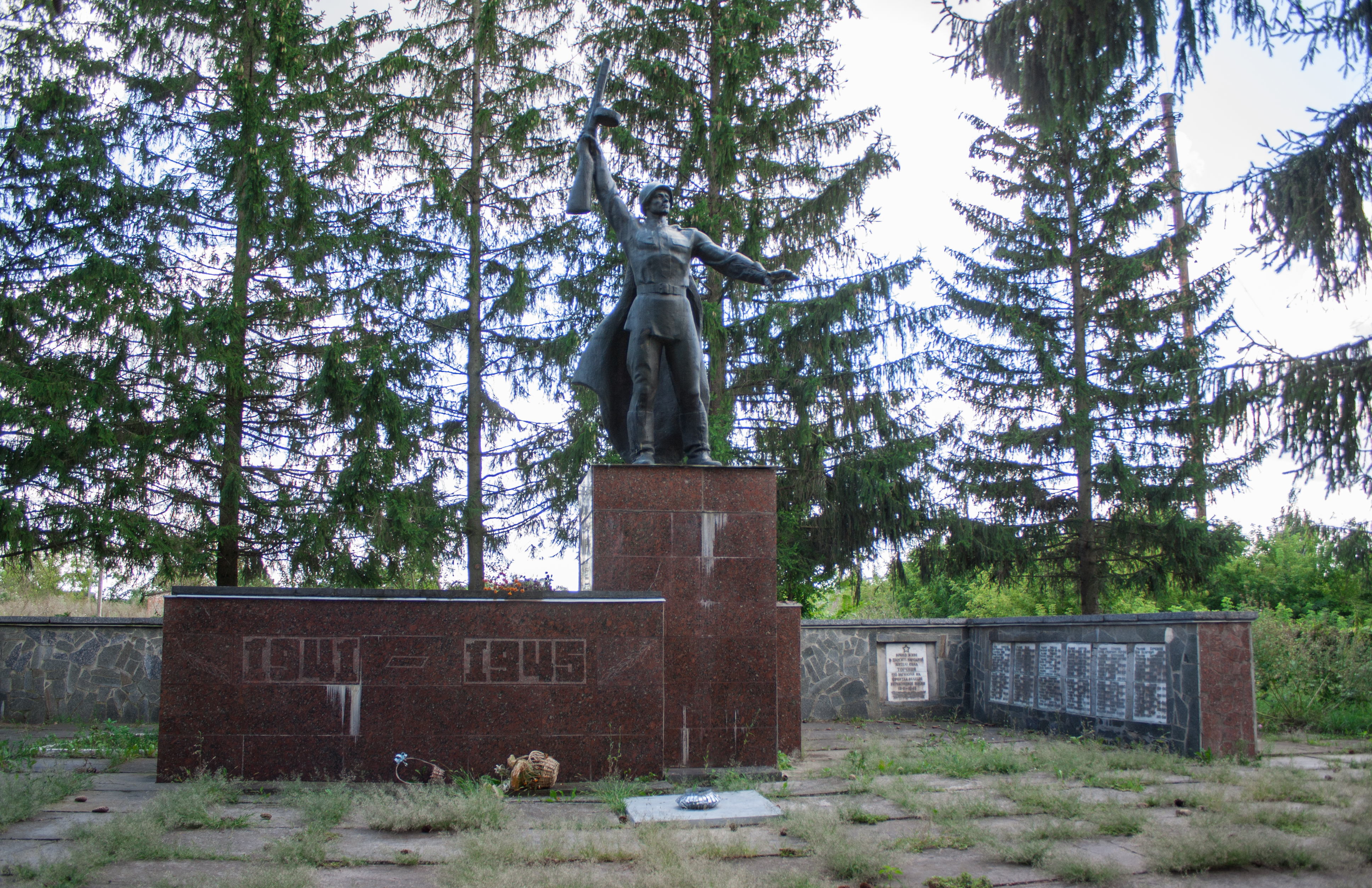
Пам'ятник воїнам-односельцям